# Копылово (Кемеровская область)
Копылово — деревня в Юргинском районе Кемеровской области России. Входит в состав Новоромановского сельского поселения.

## География
Деревня находится в северо-западной части области, на берегах реки Колбиха, на расстоянии примерно 29 километров (по прямой) к востоку-юго-востоку (ESE) от районного центра города Юрга. Абсолютная высота — 158 метров над уровнем моря.
Часовой пояс
Деревня Копылово, как и вся Кемеровская область, находится в часовой зоне МСК+4. Смещение применяемого времени относительно UTC составляет +7:00.

## История
Основано в 1762 году. В «Списке населенных мест Российской империи» 1868 года издания населённый пункт упомянут как заводская деревня Копылова Томского округа (2-го участка) при речке Колбихе, расположенная в 120 верстах от окружного центра Томска. В деревне имелось 16 дворов и проживал 91 человек (38 мужчин и 53 женщины).
В 1911 году в деревне, входившей в состав Тарсминской волости Кузнецкого уезда, имелось 50 дворов и проживало 336 человек (179 мужчин и 157 женщин).
По данным 1926 года имелось 112 хозяйств и проживало 613 человек (в основном — русские). Функционировала школа I ступени. В административном отношении деревня являлась центром Копыловского сельсовета Юргинского района Томского округа Сибирского края.

## Население
| 2010 |
| ---- |
| 177  |

Половой состав
По данным Всероссийской переписи населения 2010 года в гендерной структуре населения мужчины составляли 49,7 %, женщины — соответственно 50,3 %.
Национальный состав
Согласно результатам переписи 2002 года, в национальной структуре населения русские составляли 93 % из 189 чел.

## Улицы
Уличная сеть деревни состоит из шести улиц.